# 花田宗佑
花田 宗佑（はなだ しゅうすけ）は、NHKの元アナウンサー。

## 来歴・人物
神奈川県川崎市出身。青山学院高等部、早稲田大学創造理工学部卒業後、2012年入局。
入局後は主にスポーツ中継を担当していた。2017年8月31日をもってNHKを退職した。2018年10月からは商船三井の会社員として転職した。
アナウンススクールはテレビ朝日アスク出身。

## NHK時代の出演番組
- しんけんワイド大分 - メインキャスター
- 着信御礼!ケータイ大喜利（2013年3月9日）
- Newsかいドキ - レポーター
- スポーツ中継
- NHKニュースおはよう日本（2015年8月10日 - 14日） - スポーツキャスター[3]

## 同期のアナウンサー
- 近江友里恵
- 千葉美乃梨
- 松苗竜太郎
- 中村信博
- 南波雅俊
- 武本大樹
- 池間昌人
- 木花牧雄
- 渡辺健太
- 黒住駿
- 鈴木崇広